# مايكل بريكجار
مايكل بريكجار (بالدنماركية: Mikael Birkkjær)‏ هو ممثل دانمركي، ولد في 14 سبتمبر 1958 في الدنمارك.

## وصلات خارجية
- مايكل بريكجار على موقع IMDb (الإنجليزية)
- مايكل بريكجار على موقع ألو سيني (الفرنسية)
- مايكل بريكجار على موقع أول موفي (الإنجليزية)
- مايكل بريكجار على موقع قاعدة بيانات الأفلام السويدية (السويدية)
- مايكل بريكجار على موقع قاعدة بيانات الفيلم (الإنجليزية)